# Lasse Söderberg (konstnär)
För andra betydelser, se Lars Söderberg.
Lars Axel Lasse Söderberg (ursprungligen Lars Axel Söderberg), född 12 januari 1941 i Nätra församling i Västernorrlands län, är en svensk konstnär.
Lasse Söderberg är son till organisten Gustav Söderberg och Märta, ogift Bergström. Utbildad vid Kungliga Konsthögskolan (KKH) 1965–1970 arbetar han med teckning, grafik och måleri. Han har tecknat porträtt till postens frimärksserie "Nobelpristagare". Söderberg finns representerad vid Moderna museet, Statens porträttsamling på Gripsholms slott, hans majestät konung Gustav VI Adolfs samling, Prins Eugens Waldemarsudde och Göteborgs konstmuseum.
Åren 1963–1978 var han gift med småskolläraren Birgit Lidman och 1990–2010 med konstnären Eva Zettervall.